# Maria von der Grünau
Maria von der Grünau född 1585, död 1634 i Stockholm, var en svensk (ursprungligen tysk) hovfunktionär. 
Hon var dotter till den sachsiske ståthållaren Georg Mauritzson von der Grünau till Tilen och Trasburg i Meissen och Anna Ottosdotter von Lipradt och syster till Anna von der Grünau. Hon var kammarjungfru (kammarfröken) hos Sveriges drottning Kristina av Holstein-Gottorp. Hon gifte sig 1604 med kammarrådet Otto Helmer Mörner, och 1618 med Stellan Otto von Mörner, och blev mor till Hans Georg Mörner.